# De fördömdas armé
De fördömdas armé är ett äventyr till rollspelet Drakar och Demoner - Chronopia. Det gavs ut 1998 av Target Games AB.

## Handling
Rollpersonerna kontaktas av en man som utger sig för att vara en hertig från ett kungadöme långt norrut. Han är i staden och "jagar" sin bror, som i ren desperation har stulit en staty från honom och nu ska försöka sälja den i Chronopia. Om rollpersonerna löser detta drogas de under en middag med mannen som han bjudit in dom på som tack.
De vaknar sedan upp i ett underjordiskt laboratorium tillhörande de hängivna. Nu gäller det att ta sig fri, men innan de lämnar laboratoriet får de reda på en hemsk hemlighet. De hängivnas experiment har ett fasansfullt syfte, och rollpersonerna måste stoppa dem.